# Mykoła Demkiw
Mykoła Demkiw – ukraiński działacz społeczny, poseł do Sejmu Krajowego Galicji I kadencji (1863–1867), włościanin z Wólki Mazowieckiej.
Wybrany do Sejmu Krajowego w IV kurii obwodu Żółkiew, z okręgu wyborczego nr 46 Bełz-Uhnów-Sokal, zastąpił w 1863 ustępującego z mandatu Joachima Chomińskiego.